# 勸誘改宗
勸誘改宗（英語： /ˈprɒsəlɪˌtɪzəm/ ）是一種促使他人進行改變信仰從而接受另一宗教或觀念的行爲。英文當中與此概念相聯係的動詞勸誘（proselytize）來自希臘語前綴（意即「朝向」）及動詞（意即「到來」），兩者合二爲一則形成了單詞，轉寫作，意爲「新來者」。在歷史上由通用希臘語撰寫的希伯來聖經《七十士譯本》和《新約聖經》當中，「改宗者」一詞則是指決定改宗猶太教的外邦人。儘管「勸誘改宗」最初僅適用於早期基督教及以敬虔人（也稱「敬畏上帝者」）爲主的外邦人，該詞在今天的社會已經被用以指代任何信徒嘗試説服他人改宗至自身信仰的行爲，或者任何嘗試勸導他人轉變思想、接受另一種觀念的行爲（不論是否與宗教相關）。在一些國家，勸誘改宗被認定爲非法。